# Aperi
Aperi (griechisch Απέρι (n. sg.)) ist ein Dorf im Südosten der griechischen Insel Karpathos, etwa sechs Kilometer nordwestlich der Stadt Karpathos, dem Hauptort der Insel.
Das Dorf bildet gemeinsam mit drei weiteren Siedlungen die gleichnamige Ortsgemeinschaft (Τοπική Κοινότητα Απερίου Topiki kinotita Aperiou) im Gemeindebezirk Karpathos (Δημοτική Ενότητα Καρπάθου Dimotiki Enotita Karpathou) der Gemeinde Karpathos.
Das Ortsbild von Aperi ist geprägt von den weißen Häusern und stattlichen Villen mit den roten Ziegeldächern. Aperi gilt als das „reichste“ Dorf der Insel, wohnen hier doch sehr viele vermögende „Amerika-Heimkehrer“ oder deren Familienangehörige.

## Lage

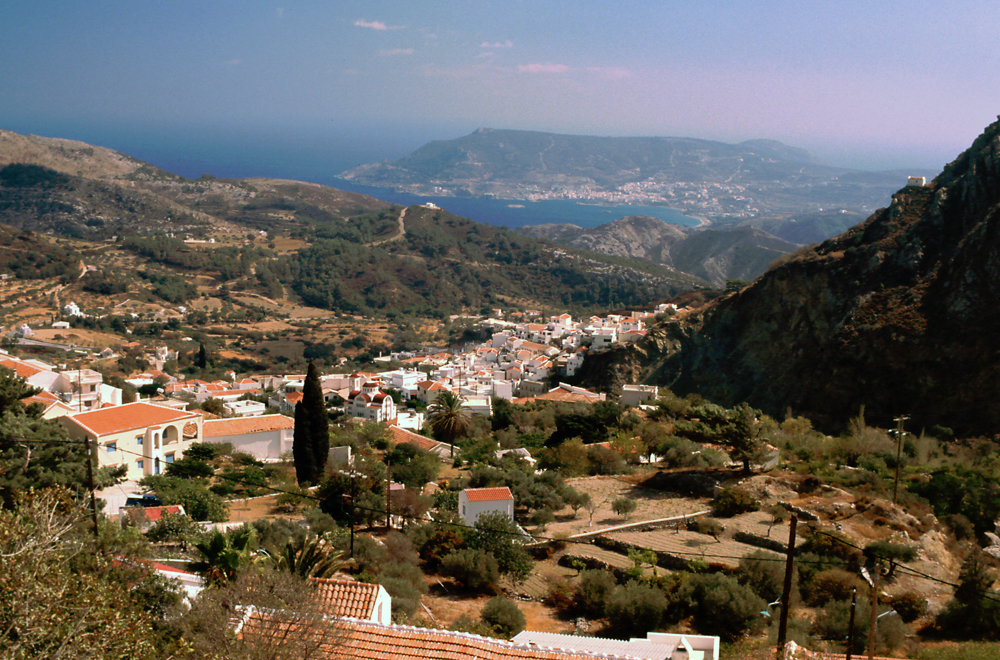
Blick von Aperi nach Pigadia (Karpathos (Stadt))

Aperi liegt im Osten von Karpathos an der Verbindungsstraße in den Inselnorden. Das Dorf Volada grenzt unmittelbar westlich an, Othos liegt etwa 2 Kilometer südwestlich. Die Entfernung zu den weiter nördlich gelegenen Weilern Kyra Panagia sowie Katapodi und Myrtonas liegt zwischen 3,5 und 4,5 Kilometern. Etwa 6 Kilometer südwestlich liegt die Stadt Karpathos.
An die Ortsgemeinschaft Aperi (Τοπική Κοινότητα Απερίου) grenzen im Nordwesten Volada, im Westen Othos sowie im Süden eine Exklave Voladas und der Stadtbezirk Karpathos an.

## Geschichte
Am Achata-Strand (Παραλία Αχάτας), nordöstlich von Aperi, belegen antike Baureste, Gräber und Keramik die Besiedelung ab der Mitte der geometrischen Zeit bis mindestens zum Ende der hellenistischen Zeit. In der gleichen Gegend befand sich im Mittelalter eine der bedeutendsten Festungen der Insel.
Erbaut wurde die Stadt im Mittelalter, als sich die Inselbewohner zum Schutz vor den ständigen Piratenangriffen von den Küstenregionen ins Landesinnere zurückzogen und dort neue Siedlungen gründeten. Apéri war bis ins Jahr 1894 Inselhauptort und ist heute noch der Sitz des Bischofs von Karpathos und Kasos.
Das etwa 2 Kilometer südwestlich von Aperi gelegene Kloster Agios Georgios Vaston (Μονή του Αγίου Γεωργίου των Βατσών) war die erste Schule auf Karpathos, es diente bereits vor der Griechischen Revolution als Schule wohlhabender Familien. Nach dem Zweiten Weltkrieg war im Kloster für einige Zeit ein Internat des Erzbistums von Karpathos und Kasos untergebracht.

### Verwaltung
Aperi erhielt kurz nach dem Anschluss des Dodekanes an Griechenland den Status einer Landgemeinde (Κοινότητα Απερίου Kinotita Aperiou). Der Küstenort Kyra Panagia sowie Katapodi und Myrtonas wurden 1981 als Siedlungen Aperis anerkannt. Mit der Umsetzung der Gemeindereform 1997 erfolgte die Zusammenlegung von sieben weiteren Landgemeinden zur damaligen Gemeinde Karpathos dem heutigen Gemeindebezirk Karpathos. Durch die Verwaltungsreform 2010 wurden die ehemaligen Gemeinden der Insel zur neuen Gemeinde Karpathos (Δήμος Καρπάθου Dimos Karpathou) zusammengelegt.
Einwohnerentwicklung von Aperi
| Name         | griechisch            | Code       | 1947 | 1951 | 1961 | 1971 | 1981 | 1991 | 2001 | 2011 |
| ------------ | --------------------- | ---------- | ---- | ---- | ---- | ---- | ---- | ---- | ---- | ---- |
| Aperi        | Απέρι (n. sg.)        | 6201010201 | 804  | 787  | 768  | 603  | 407  | 402  | 463  | 353  |
| Katodio      | Κατώδιο (n. sg.)      | 6201010202 |      |      |      |      | -    | 016  | 004  | 000  |
| Kyra Panagia | Κυρά Παναγιά (f. sg.) | 6201010203 |      |      |      |      | 034  | 012  | 000  | 000  |
| Myrtonas     | Μυρτώνας (m. sg.)     | 6201010204 |      |      |      |      | 016  | 020  | 002  | 002  |
| Gesamt       | Gesamt                | 62010102   | 804  | 787  | 768  | 603  | 457  | 450  | 469  | 355  |

## Sehenswürdigkeiten
Als Sehenswürdigkeit zählt die Bischofskirche, welche der Maria Entschlafung (Maria Himmelfahrt) geweiht ist; der 15. August wird dementsprechend in Apéri mit Musik und Tanz gefeiert. Erbaut wurde die Kirche ab 1856 während rund 30 Jahren am Standort einer kleinen Kapelle.